# Kurt Diemberger
Kurt Diemberger (ur. 16 marca 1932 w Villach) – austriacki alpinista, pionier himalaizmu i filmowiec górski.

## Biografia
Jedyny żyjący wspinacz, który zdobył dwa dziewicze ośmiotysięczniki (Broad Peak w 1957 i Dhaulagiri w 1960 roku) - dwaj pozostali to Hermann Buhl (Nanga Parbat i Broad Peak) oraz Gyalzen Norbu (Makalu i Manaslu). Pionier wspinania się w stylu alpejskim w Himalajach – szybko i na lekko, bez zakładania łańcucha stałych obozów pośrednich. Tak wszedł 9 czerwca 1957 na swój pierwszy ośmiotysięcznik Broad Peak.
Pod koniec lat 50. przeszedł z różnymi partnerami tzw. Tryptyk Alpejski, czyli trzy wielkie północne ściany Alp: północna Eigeru (czternaste wejście razem z Wolfgangiem Stefanem - sierpień 1958), północna Matterhornu i filar Walkera na Grandes Jorasses.
Był ostatnim człowiekiem, który widział na grani Chogolisy Hermanna Buhla przed jego upadkiem z nawisem w przepaść 27 czerwca 1957 (w dwuosobowym zespole wspinali się tam po zdobyciu Broad Peak). Z Julie Tullis stworzył zespół realizujący filmy w górach najwyższych. Filmował na Evereście, Nanga Parbat i w Karakorum. W 1986 roku po tragedii pod K2 (śmierć 13 himalaistów), gdzie zginęła Julie, postanowił nie wracać już nigdy w góry najwyższe. Nadal jednak razem z córką Hildegard filmuje w górach. Mieszka w Salzburgu i Bolonii.

## Osiągnięcia wspinaczkowe
Wejścia na ośmiotysięczniki:
- 9 czerwca 1957 – Broad Peak (pierwszy zdobywca wraz z Hermannem Buhlem, Marcusem Schmuckiem i Fritzem Winterstellerem)
- 13 maja 1960 – Dhaulagiri (pierwszy zdobywca wraz z Albinem Schelbertem, Peterem Dienerem, Ernstem Forrerem, Nawang Dorje i Nima Dorje)
- 21 maja 1978 – Makalu
- 15 października 1978 - Mount Everest
- 4 sierpnia 1979 – Gaszerbrum II
- 18 lipca 1984 – Broad Peak
- 4 sierpnia 1986 – K2

## Publikacje
Autor książek o tematyce górskiej:
- Duchy powietrza
- Góry i partnerzy (wyd. „Iskry”, Warszawa 1985, seria „Naokoło świata”)